# Austin
Austin je hlavní město státu Texas.

## Geografie
V blízkosti města se na dolním toku řeky Colorado rozkládají jezera Travis Lake a Austin Lake.

## Historie

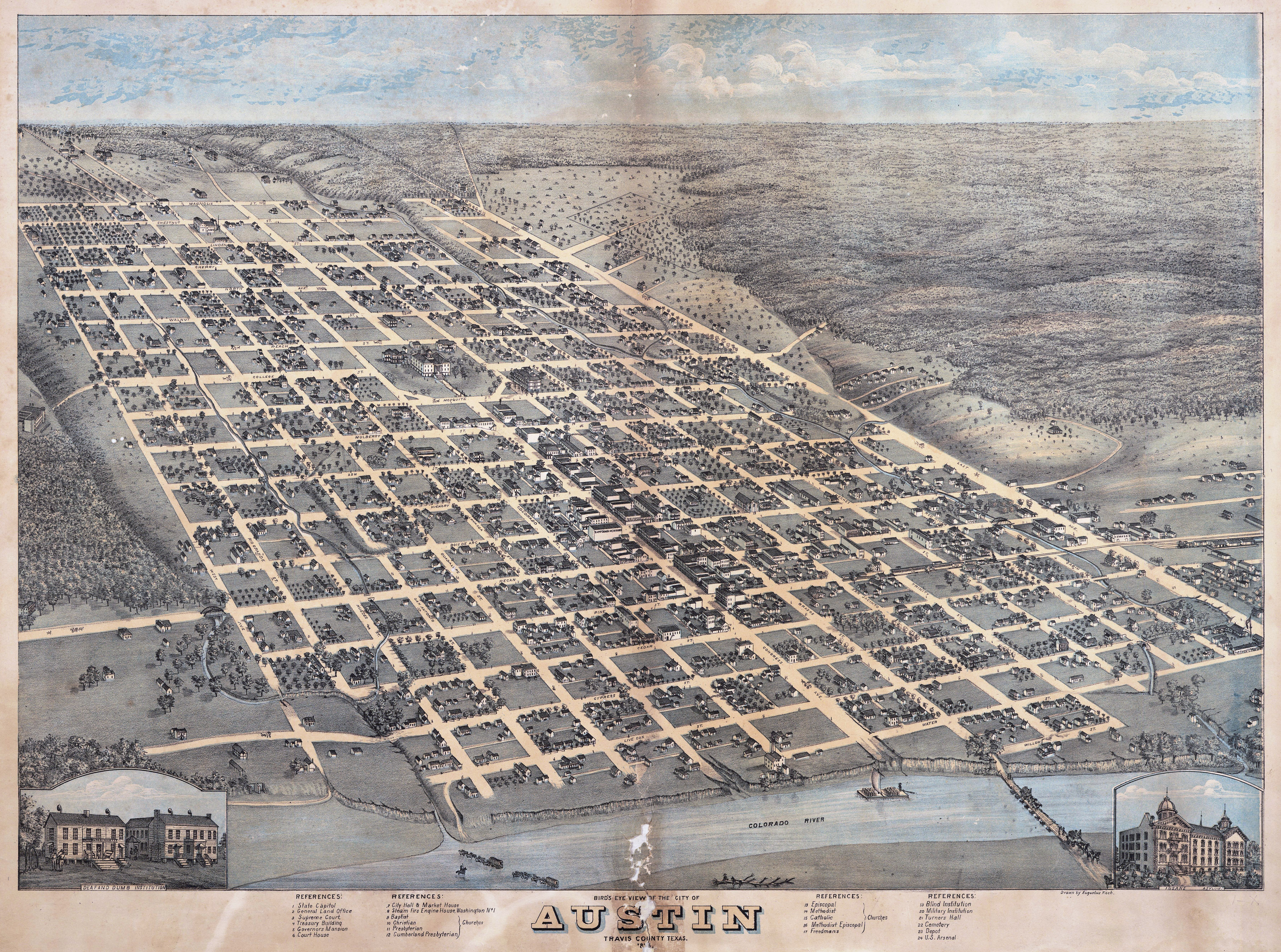
Parcelace města z roku 1873

V roce 1839 se pět jezdců vydalo hledat území pro nové hlavní město Republiky Texas (Republic of Texas). Zvolili polohu na severním břehu řeky Colorado, v místech kde se rozkládala vesnice Waterloo. Tato vesnice byla na počest Stephan F. Austina nazvána Austin.
1. září 1839 dopravilo 50 vozů tažených voly nábytek a archivy z bývalého hlavního města Houstonu. V roce 1873 byla dostavěna římskokatolická katedrála Panny Marie, která je sídlem zdejší diecéze. Ke katolíkům se dosud hlásí čtvrtina obyvatel města. Desítku dalších církví doplňuje ještě stará židovská synagoga a muslimské náboženské centrum. 

## Demografie
Podle Sčítání lidu Spojených států amerických zde v roce 2024 žilo 984 567 obyvatel.

### Rasové složení
- 68,3 % bílí Američané
- 8,1 % Afroameričané
- 0,9 % američtí indiáni
- 6,3 % asijští Američané
- 0,1 % pacifičtí ostrované
- 12,9 % jiná rasa
- 3,4 % dvě nebo více ras

Obyvatelé hispánského nebo latinskoamerického původu, bez ohledu na rasu, tvořili 35,1 % populace.

## Doprava

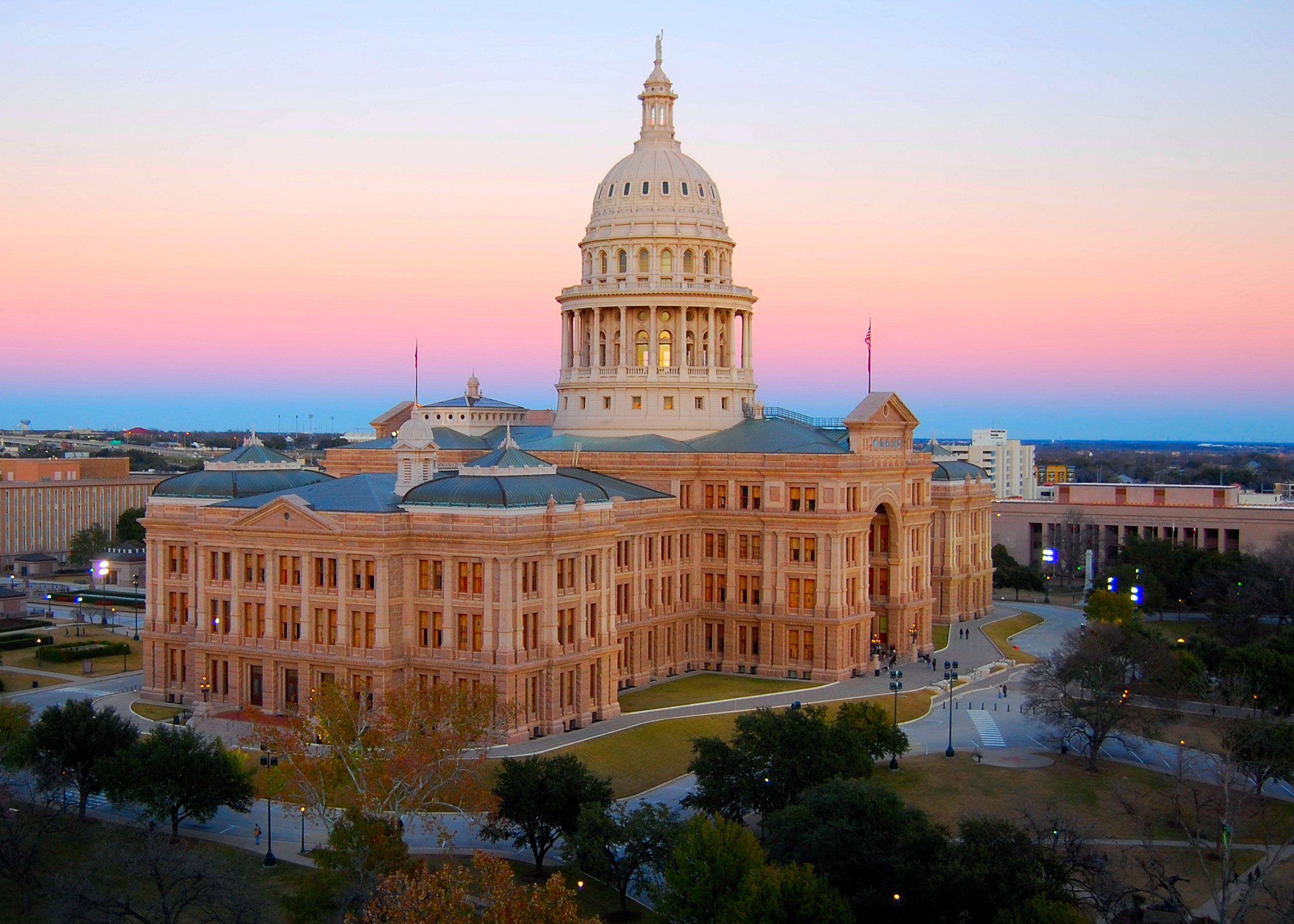
Texaský Capitol z roku 1883

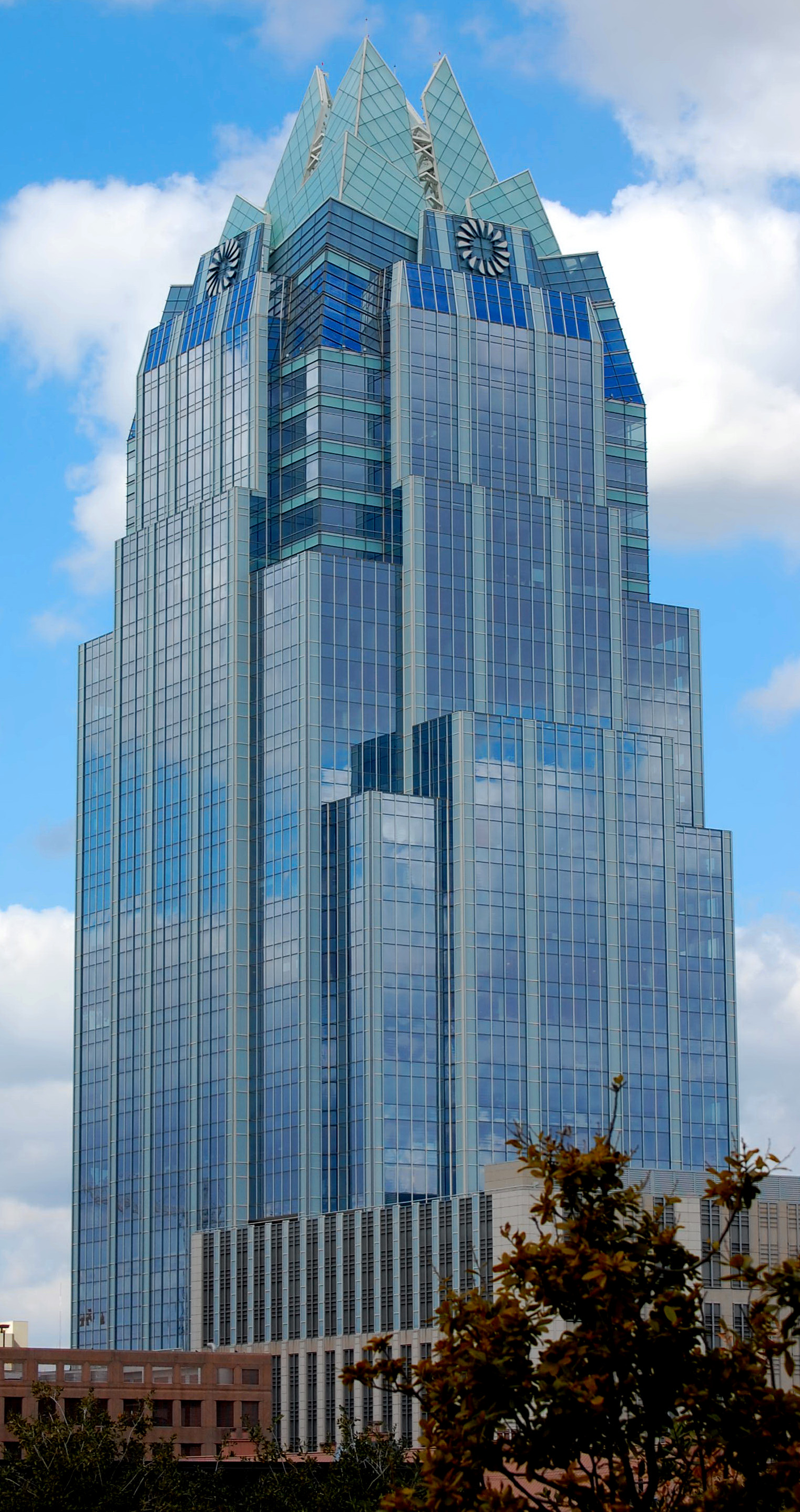
FrostBank Tower

Austin je významná dopravní křižovatka pro železniční, a zejména silniční dopravu. Město je jedním z klíčových bodů v současnosti budované dálniční sítě i v rámci velkých projektů typu USMCA a DR-CAFTA. 
Mezinárodní letiště Austin–Bergstrom International Airport (ABIA) leží 8 km jihovýchodně od města a zajišťuje většinu letů. Starší Muellerovo letiště bylo již zrušeno. Třetí letiště je malé Austin Executive Airport, slouží předevvším pro místní a soukromé rekreační lety.

## Kultura
Centrum mexicko-americké kultury - sdružuje výzkum a prezentaci živé kultury i sbírky muzea a galerie. 
Austin je známý také jako hlavní město živé hudby na světě. Toto tvrzení skutečně platí, hudba všech žánrů je hrána po celém městě. Největší koncentrace klubů a zařízení, která prezentují živou hudbu, je podél ulice Sixth Street.

## Architektura
- Frost Bank Tower - 157 metrů vysoký věžový mrakodrap o 33 podlažích je dominantou města
- Mrakodrap 360 Condominiums

## Vzdělání

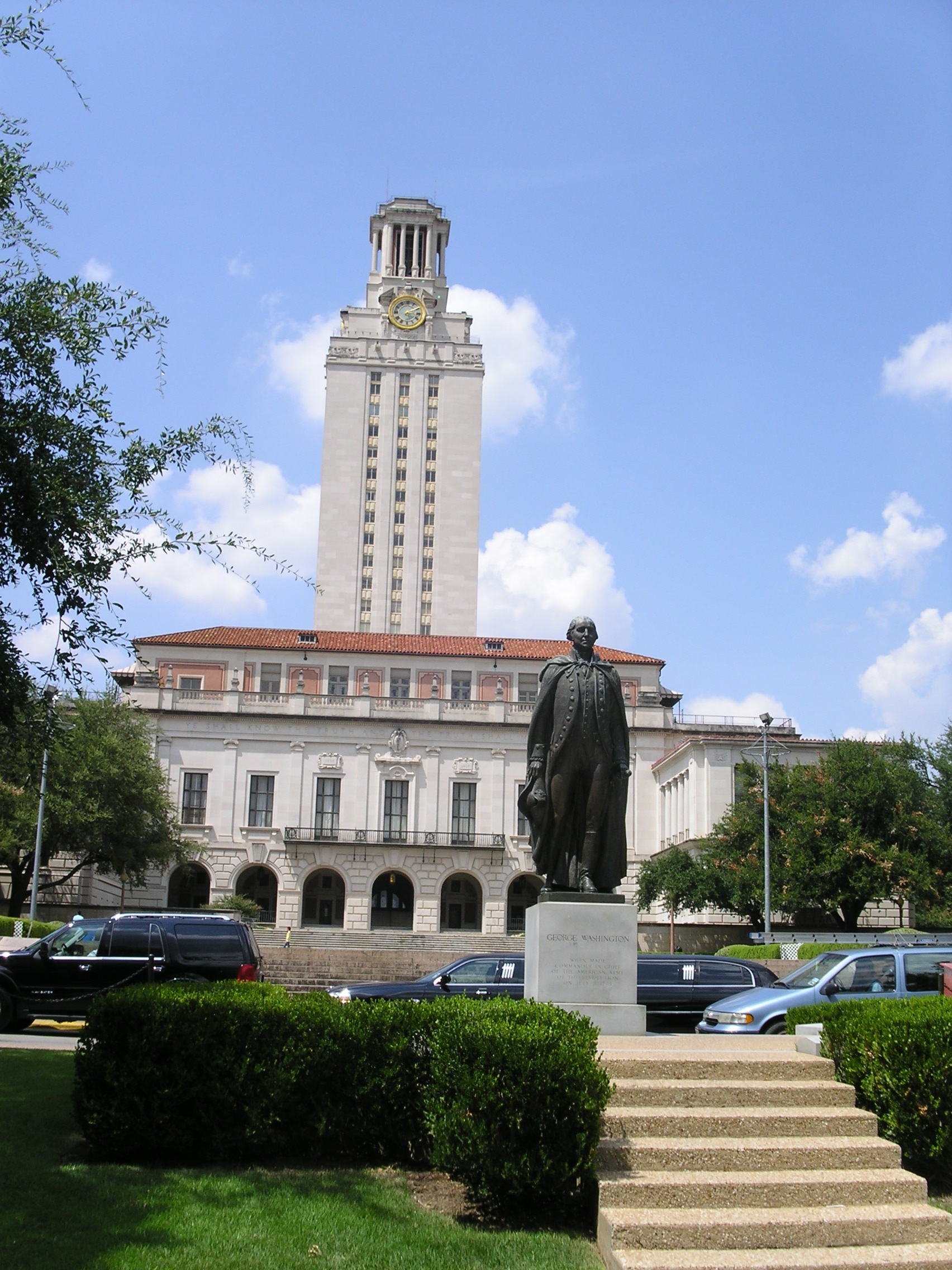
Hlavní budova University v Austinu s dominantní věží (University Tower). V popředí socha George Washingtona

Roku 1839 vyňal kongres Texaské republiky 160 000 m² (40 akrů) půdy nedaleko centra města pro zřízení budoucí univerzity. Oficiálně byla teprve v roce 1878 otevřena první St.Edwards' University. vytyčené území se stalo v roce 1883 hlavním campusem University of Texas. V současnosti ve městě sídlí šest univerzit.
Mezi další vzdělávací zařízení v Austinu patří: Austin Community College, Austin Presbyterian Theological Seminary, concordia University at Austin, Episcopal Theological Seminary of southwest, Houston-Tilloston College, St. Edward's University.

## Osobnosti města
- Dabney Coleman (* 1932), herec

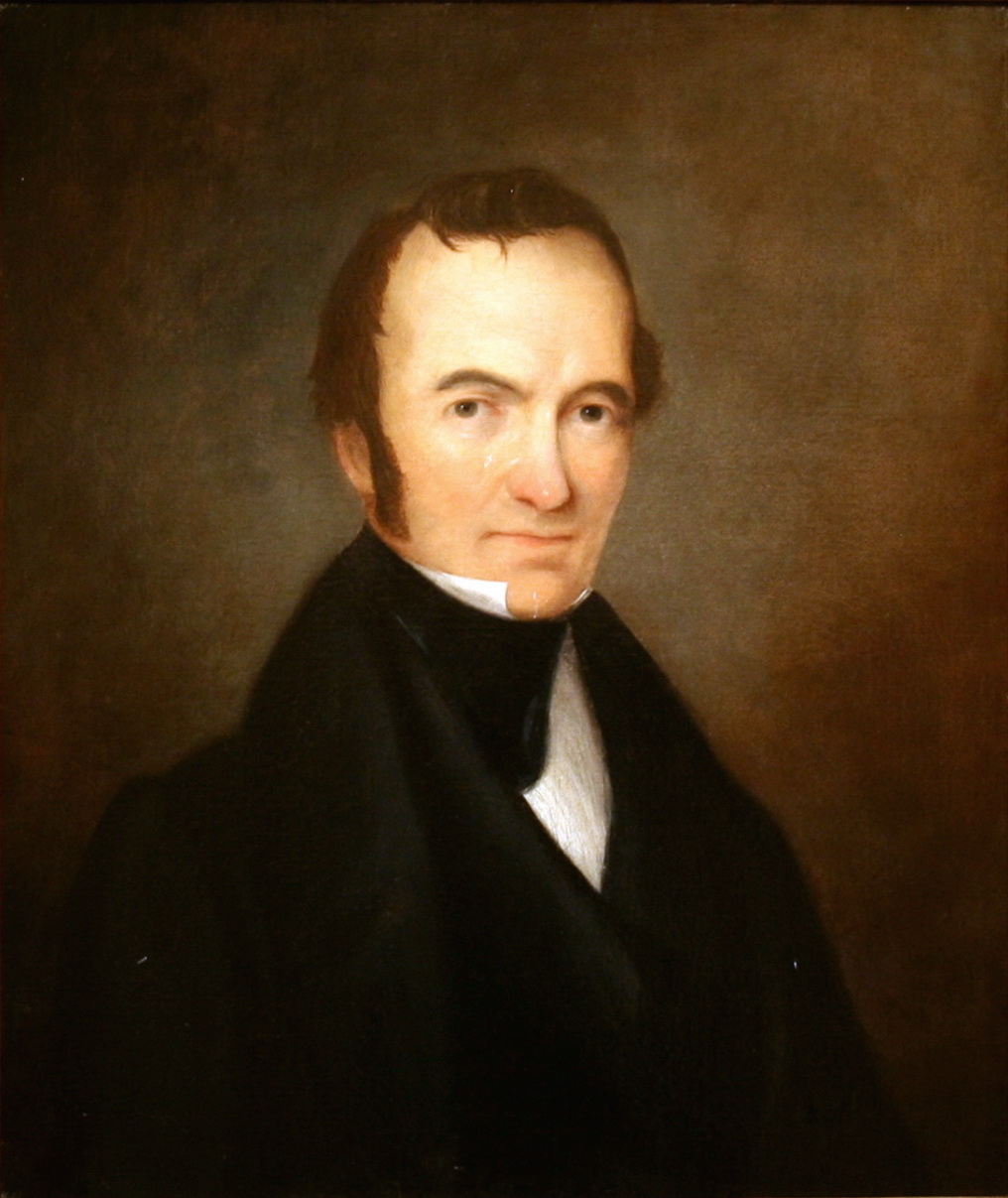
Stephen F. Austin
Father of Texas (otec Texasu)

- Tobe Hooper (1943–2017), režisér, producent a scenárista
- Terrence Malick (* 1943), filmový režisér, producent, scenárista
- Calvin Russell (1948–2011), roots rockový zpěvák-skladatel a kytarista
- Kenneth Dale Cockrell (* 1950), astronaut
- Jay O. Sanders (* 1953), herec
- Eric Johnson (* 1954), kytarista
- Matt McCoy (* 1958), herec
- Tom Ford (* 1961), módní návrhář a režisér
- Michelle Forbesová (* 1965), herečka
- Ethan Hawke (* 1970), herec a spisovatel
- Ricardo Chavira (* 1971), herec
- Angela Bettisová (* 1973), herečka
- Nelly (* 1974), rapper
- Alex Jones (* 1974), konferenciér a moderátor radiových talkshows a filmař tvořící faktografické filmy a dokumenty
- Mehcad Brooks (* 1980), herec
- Bryan Clay (* 1980), desetibojař
- Benjamin McKenzie (* 1980), herec
- Marshall Allman (* 1984), herec
- Ciara (* 1985), r&b zpěvačka, textařka, tanečnice a herečka
- Amber Heardová (* 1986), herečka
- Dakota Johnson (* 1989), herečka
- Lizzie Velásquez (* 1989), youtuberka, spisovatelka a aktivistka

## Partnerská města
- Adelaide, Austrálie, 1983
- Antalya, Turecko, 1998
- Edmonton, Kanada
- Kwangmjong, Jižní Korea
- Koblenz, Porýní-Falc, Německo, 1992
- Lima, Peru, 1981
- Maseru, Lesotho, 1978
- Óita, Japonsko, 1990
- Orlu, Nigérie, 2000
- Saltillo, Mexiko, 1968
- Tchaj-čung, Tchaj-wan, 1986
- Si-šuang-pan-na, Čína, 1997